# Női röplabda-Európa-bajnokság
A női röplabda-Európa-bajnokság az Európai Röplabda-szövetség (Confédération Européenne de Volleyball) szervezésében, minden páros évben, kétévente megrendezésre kerülő nemzetközi női röplabdatorna. Az Európa-bajnokságon jelenleg 24 nemzet válogatottja vehet részt. Női tornát 1949 óta rendeznek. 1975 óta kétévente kerül sor a tornákra, a férfi és a női tornát is ugyanabban az évben tartják.  A röplabda-világbajnokság lebonyolításának 2023-as átszervezését követően a korábban a páratlan években megrendezett Eb-t a páros években rendezik meg.
Az Eb-k történetében Oroszország – és annak jogelődje, a Szovjetunió – a legeredményesebb. Magyarország eddig a női Eb-ken 1 ezüstérmet és 3 bronzérmet nyert.

### Eredmények
| Év   | Rendező                                                | Döntő           | Döntő       | Döntő           | Bronzmérkőzés   | Bronzmérkőzés | Bronzmérkőzés      |
| Év   | Rendező                                                | Aranyérmes      | Eredmény    | Ezüstérmes      | Bronzérmes      | Eredmény      | Negyedik helyezett |
| ---- | ------------------------------------------------------ | --------------- | ----------- | --------------- | --------------- | ------------- | ------------------ |
| 1949 | · Csehszlovákia                                        | · Szovjetunió   | körmérkőzés | · Csehszlovákia | · Lengyelország | körmérkőzés   | · Románia          |
| 1950 | · Bulgária                                             | · Szovjetunió   | körmérkőzés | · Lengyelország | · Csehszlovákia | körmérkőzés   | · Bulgária         |
| 1951 | · Franciaország                                        | · Szovjetunió   | körmérkőzés | · Lengyelország | · Jugoszlávia   | körmérkőzés   | · Franciaország    |
| 1955 | · Románia                                              | · Csehszlovákia | körmérkőzés | · Szovjetunió   | · Lengyelország | körmérkőzés   | · Románia          |
| 1958 | · Csehszlovákia                                        | · Szovjetunió   | körmérkőzés | · Csehszlovákia | · Lengyelország | körmérkőzés   | · Románia          |
| 1963 | · Románia                                              | · Szovjetunió   | körmérkőzés | · Lengyelország | · Románia       | körmérkőzés   | · NDK              |
| 1967 | · Törökország                                          | · Szovjetunió   | körmérkőzés | · Lengyelország | · Csehszlovákia | körmérkőzés   | · NDK              |
| 1971 | · Olaszország                                          | · Szovjetunió   | körmérkőzés | · Csehszlovákia | · Lengyelország | körmérkőzés   | · Bulgária         |
| 1975 | · Jugoszlávia                                          | · Szovjetunió   | körmérkőzés | · Magyarország  | · NDK           | körmérkőzés   | · Bulgária         |
| 1977 | · Finnország                                           | · Szovjetunió   | 3–0         | · NDK           | · Magyarország  | 3–2           | · Lengyelország    |
| 1979 | · Franciaország                                        | · Szovjetunió   | körmérkőzés | · NDK           | · Bulgária      | körmérkőzés   | · Magyarország     |
| 1981 | · Bulgária                                             | · Bulgária      | körmérkőzés | · Szovjetunió   | · Magyarország  | körmérkőzés   | · NDK              |
| 1983 | · NDK                                                  | · NDK           | körmérkőzés | · Szovjetunió   | · Magyarország  | körmérkőzés   | · Bulgária         |
| 1985 | · Hollandia                                            | · Szovjetunió   | körmérkőzés | · NDK           | · Hollandia     | körmérkőzés   | · Csehszlovákia    |
| 1987 | · Belgium                                              | · NDK           | 3–2         | · Szovjetunió   | · Csehszlovákia | 3–0           | · Bulgária         |
| 1989 | · NSZK                                                 | · Szovjetunió   | 3–0         | · NDK           | · Olaszország   | 3–1           | · Románia          |
| 1991 | · Olaszország                                          | · Szovjetunió   | 3–0         | · Hollandia     | · Németország   | 3–1           | · Olaszország      |
| 1993 | · Csehország                                           | · Oroszország   | 3–0         | · Csehország    | · Ukrajna       | 3–1           | · Olaszország      |
| 1995 | · Hollandia                                            | · Hollandia     | 3–0         | · Horvátország  | · Oroszország   | 3–0           | · Németország      |
| 1997 | · Csehország                                           | · Oroszország   | 3–0         | · Horvátország  | · Csehország    | 3–0           | · Bulgária         |
| 1999 | · Olaszország                                          | · Oroszország   | 3–0         | · Horvátország  | · Olaszország   | 3–0           | · Németország      |
| 2001 | · Bulgária                                             | · Oroszország   | 3–2         | · Olaszország   | · Bulgária      | 3–1           | · Ukrajna          |
| 2003 | · Törökország                                          | · Lengyelország | 3–0         | · Törökország   | · Németország   | 3–2           | · Hollandia        |
| 2005 | · Horvátország                                         | · Lengyelország | 3–1         | · Olaszország   | · Oroszország   | 3–0           | · Azerbajdzsán     |
| 2007 | Belgium és · Luxemburg                                 | · Olaszország   | 3–0         | · Szerbia       | · Oroszország   | 3–1           | · Lengyelország    |
| 2009 | · Lengyelország                                        | · Olaszország   | 3–0         | · Hollandia     | · Lengyelország | 3–0           | · Németország      |
| 2011 | Olaszország és · Szerbia                               | · Szerbia       | 3–2         | · Németország   | · Törökország   | 3–2           | · Olaszország      |
| 2013 | Németország és · Svájc                                 | · Oroszország   | 3–1         | · Németország   | · Belgium       | 3–2           | · Szerbia          |
| 2015 | Hollandia és · Belgium                                 | · Oroszország   | 3–0         | · Hollandia     | · Szerbia       | 3–0           | · Törökország      |
| 2017 | Azerbajdzsán és · Grúzia                               | · Szerbia       | 3–1         | · Hollandia     | · Törökország   | 3–0           | · Azerbajdzsán     |
| 2019 | Szlovákia · Magyarország · Lengyelország · Törökország | · Szerbia       | 3–2         | · Törökország   | · Olaszország   | 3–0           | · Lengyelország    |
| 2021 | Szerbia · Bulgária · Horvátország · Románia            | · Olaszország   | 3–1         | · Szerbia       | · Törökország   | 3–0           | · Hollandia        |
| 2023 | Belgium · Olaszország · Németország · Észtország       | · Törökország   | 3–2         | · Szerbia       | · Hollandia     | 3–0           | · Olaszország      |
| 2026 | Törökország · Csehország                               |                 |             |                 |                 |               |                    |
| 2028 |                                                        |                 |             |                 |                 |               |                    |

### Éremtáblázat
Az alábbi táblázat az 1949–2023 között megrendezett női Európa-bajnokságokon érmet nyert csapatokat tartalmazza.
(Az egyes számoszlopok legmagasabb értéke, vagy értékei vastagítással kiemelve.)
| Helyezés | Nemzet        | Arany | Ezüst | Bronz | Összesen |
| 1.       | Oroszország   | 19    | 4     | 3     | 26       |
| 2.       | Olaszország   | 3     | 2     | 3     | 8        |
| 3.       | Szerbia       | 3     | 3     | 2     | 8        |
| 4.       | Lengyelország | 2     | 4     | 5     | 11       |
| 5.       | NDK           | 2     | 4     | 1     | 7        |
| 6.       | Csehország    | 1     | 4     | 4     | 9        |
| 7.       | Hollandia     | 1     | 4     | 2     | 7        |
| 8.       | Törökország   | 1     | 2     | 3     | 6        |
| 9.       | Bulgária      | 1     | 0     | 2     | 3        |
| 10.      | Horvátország  | 0     | 3     | 0     | 3        |
| 11.      | Németország   | 0     | 2     | 2     | 4        |
| 12.      | Magyarország  | 0     | 1     | 3     | 4        |
| 13.      | Belgium       | 0     | 0     | 1     | 1        |
| 13.      | Románia       | 0     | 0     | 1     | 1        |
| 13.      | Ukrajna       | 0     | 0     | 1     | 1        |
|          |               |       |       |       |          |
| Összesen | Összesen      | 33    | 33    | 33    | 99       |

Jegyzetek
1. ↑  Oroszország eredményei a Szovjetunió eredményeit is tartalmazza.
2. ↑  Szerbia eredményei Jugoszlávia eredményeit is tartalmazza.
3. ↑  Csehország eredményei Csehszlovákia eredményeit is tartalmazza.